# 평양 전투 (1894년)
평양 전투(平壤戰鬪)는 청일 전쟁 당시 1894년 9월 15일 일본군과 청군이 치른 두 번째 주요 전투로 일본군이 승리함에 따라 한반도 내의 모든 청군 세력이 소멸하게 된 계기를 마련한 전투이다.

## 전투 과정
일본 제국 육군의 야마가타 아리토모의 제1육군 5사단 노즈 미치즈라와 3사단 가쓰라 다로는 10,000명을 이끌고 6월 12일 조선의 인천에 상륙해 7월 29일 성환 전투에서 청군을 괴멸시키고 평양을 향해 진군했다.
9월 15일 아침 일본군은 3방향에서 평양성을 공격했고 북부와 남동쪽 지역을 돌파해 모란봉을 점령했으며 후면에서 예기치 않은 공격으로 청군은 대패해 을밀대에서 항복했으며 9월 16일 일본군은 평양성에 입성했다. 그러나 일본군은 폭우로 인해 공격을 연기했고 그 사이 생존한 청군 수비대 2,000명이 압록강 하류 의주로 탈출했다.

## 결과 및 영향
전투 후 한국에서 주도권을 잡게 된 일본은 조선의 내정을 간섭하였고, 조선의 물자와 노동력이 일본군에 제공되었고 이로부터 농민 봉기가 발생하였다.
한편 일본 육군의 야마가타 아리토모는 건강상의 이유로 부대를 인계했고 5사단은 오쿠 야스카타 중위가 맡게 되었으며 이후 압록강 전투를 거쳐 한반도 내의 모든 청군 세력이 소멸되고 일본군은 만주로 진격하게 된다.